# Pseudolaueite
La pseudolaueite è un minerale. La denominazione deriva dall'essere un polimorfo della laueite.
Tra il 1954 e il 1956 Strunz descrisse due nuovi minerali rinvenuti nelle pegmatiti di  Hagendorf-Süd, in Baviera: la laueite e il suo polimorfo, la pseudolaueite. Sono prodotti dell'alterazione della trifilite e sono frequentemente associate alla rockbridgeite.